# تربلارس كهرماني
تربلارس كهرماني (الاسم العلمي:Triplaris fulva) هو نوع من النباتات يتبع جنس التربلارس من الفصيلة البطباطية.